# 浙江省仙居中学
浙江省仙居中学是仙居县的中学，1981年列入浙江省重点中学，1998年列入浙江省一级重点中学。

## 历史
1925年，仙居县立初级中学创办。1932年停办。1938年，恢复招生。1956年秋，招收第一届高中生，定名仙居中学。1966年、1967年停止招生。1968年秋恢复初中招生，1970年恢复高中招生。1981年定名浙江省仙居中学。

## 扩展阅读
- 仙居中学八十年志编委会，《仙居中学八十年志 1925-2005》，2005年。